# عضو جنسي

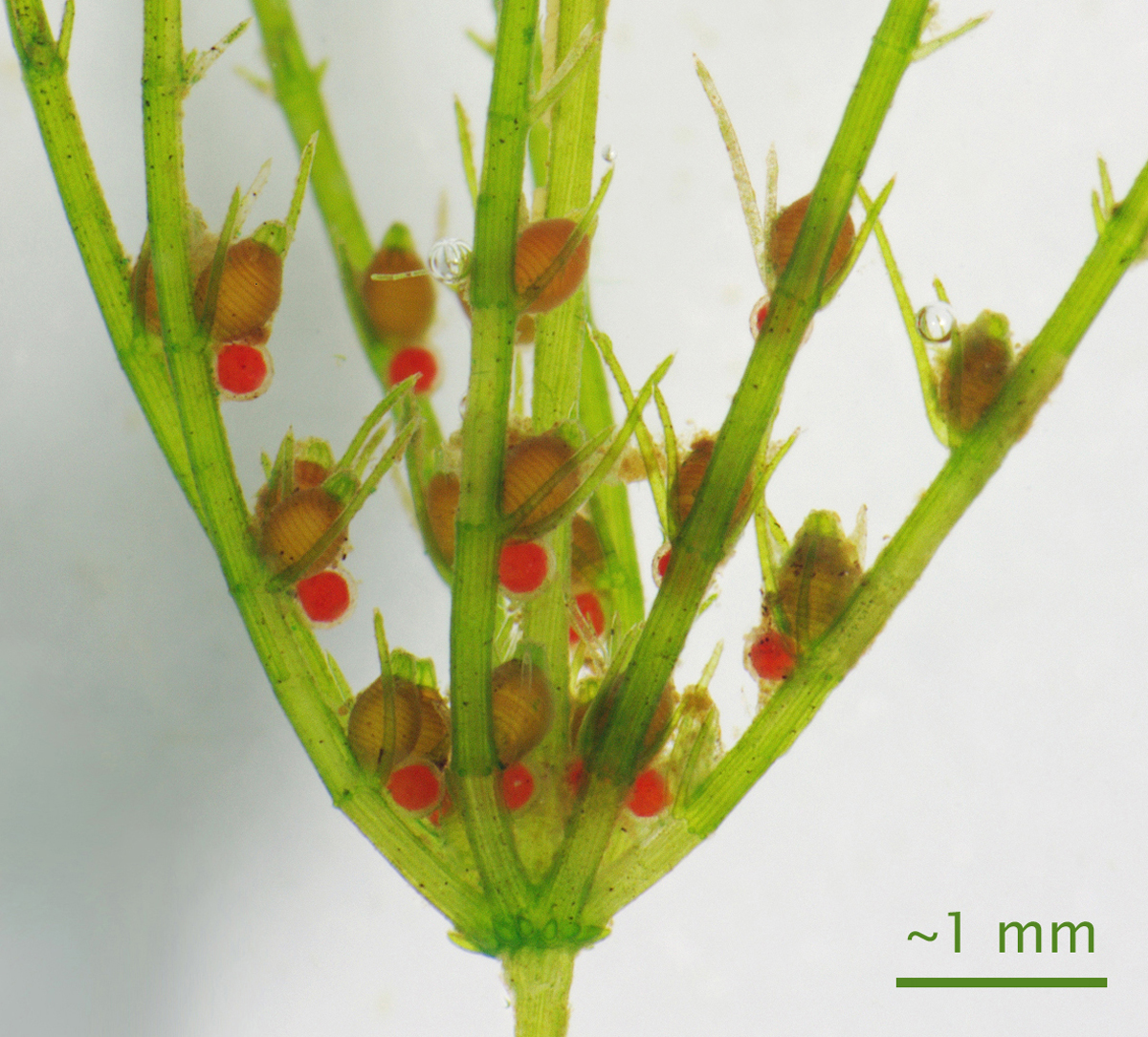
الأعضاء الجنسية في الطحالب الخضراء على نبات الكارا، الذكورية في الأحمر والانثى بالبني

العضو الجنسي هو العضو المخصص للتكاثر عند كائن ما، والأعضاء الجنسية تختلف تشريحياً بين الذكور والإناث وبين الإنسان وغيره من الرئيسيات، وإن وجِدَ التشابه التشريحي (أو التشابه الشكلي) فإن الاختلاف موجود لأن التكاثر لا يتم إلا ما بين المتشابهات من الأنواع.
تملك كل من الحزازيات والسراخس وبعض النباتات المشابهة لها حافظة مشيجية (مَعْرَس) للأعضاء التكاثرية والتي تُشكل جزءاً من النابتة العرسية. تُنتج الأزهار في النباتات المزهِرة حبات الطلع والبويضات، ولكن الأعضاء الجنسية بحد ذاتها تكون متوضعة داخل النابتات العرسية ضمن حبات الطلع والبويضة. وبِالمِثْل، تُنتج المخروطيات البُنى التكاثرية جنسياً الخاصة بها ضمن النابتات العرسية المحتواة داخل المخاريط وحبات الطلع. ولا يمكن عد المخاريط وحبات الطلع أعضاءً جنسيةً بحد ذاتها.

## الأعضاء الجنسية لدى الإنسان

### الذكرأوالعضو التناسلي الذكري
- غدة كوبر
- البربخ
- القضيب
  - القلفة
  - حشفة القضيب
- الموثة (البروستات)
- الصفن
- الحويصلة منوية
- الخصيتين

### الأنثى
- غدة بارتولين
- عنق الرحم
- البظر
  - قلفة البظر
  - حشفة البظر
- قناتي فالوب
- الشفرين
- المبيضين
- غدة سكين
- الرحم
- المهبل
- الفرج